# ジャスコカーライフ
ジャスコカーライフは、かつて存在した自動車ディーラー。ジャスコ（イオングループ）の自動車販売部門だった。

## 概要
1981年、マツダとフォードが日本での新規販売チャネルである「オートラマ」を立ち上げる際、全国統括会社「株式会社オートラマ」にジャスコも出資することとなり、自動車ディーラー事業へ参入することとなった。そして1982年3月より全国各地にディーラー運営会社「オートラマ（後にフォード）ライフ（各地方名）」が設立され、正式にオートラマ販売網に参加しフォード車の販売を開始した。各地方会社は独立法人になっているが、全社ジャスコの全額出資であり、事実上「地区割り無しの全国1社体制」だった。
- オートラマライフ宮城（1982年設立）
- オートラマライフ北関東（1982年設立）
- オートラマライフ千葉（1982年設立）
- オートラマライフ東京（1982年設立）
- オートラマライフ東海（1982年設立）
- オートラマライフ中部（1982年設立）
- オートラマライフ近畿（1982年設立）
- オートラマライフ兵庫（1982年設立）
- オートラマライフ山陽（1982年設立）
- オートラマライフ九州（1982年設立）
- オートラマライフ信州（1982年設立）
- オートラマライフ名岐（1982年設立）
- オートラマライフ岡山（1982年設立）
- オートラマライフ福島（1984年設立）
- オートラマライフ神奈川（1985年設立）

全国のジャスコ敷地内などに店舗を構え、オートラマの設立コンセプトである「新車だけではなく中古車・カー用品なども積極的に取り扱う、車に関する全てを取り扱うトータルオートセンター」を通じて、従来のメーカー・ディーラー主導と正反対の顧客志向を体現するものだった。最盛期には全国で年間1万台も販売し、全国で売られたフォード車の6台に1台がオートラマライフの扱いだった。
そして1987年11月には、スバル車の正規ディーラー権を取得。ディーラー権の受け皿会社として「ジャスコカーライフ株式会社」を設立し、独立店舗のほかにオートラマ店舗での併売も行った。
しかしバブル崩壊後は販売台数が下降し、イオンの事業整理のため2000年2月に事業撤退となり、完全閉鎖になったり他企業に事業売却されたりした。2020年現在、「フォード信州（旧フォードライフ信州）」「フォードライフ中部」「フォードライフ兵庫」が他企業によって営業を継続している。

## 評価
- オートラマライフ・ジャスコカーライフの成功により、全国のオートラマ販売網には、ジャスコと同業ライバルのスーパーマーケット・百貨店など、自動車ビジネスと縁もゆかりもない様々な業種の会社が参加し、他メーカーでも同様の事象が起きた。
- 「正月開店・初売り」を行った自動車ディーラーは、オートラマライフが業界初である。